# Fulham
För fotbollsklubben Fulham, se Fulham FC.

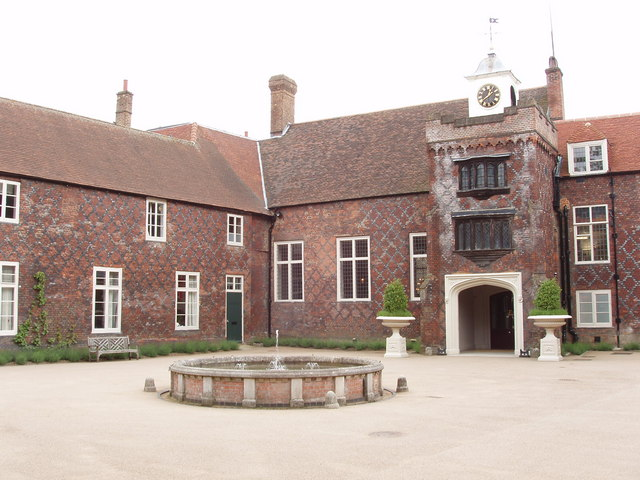
Fulham Palace, biskopen av Londons tidigare residens.

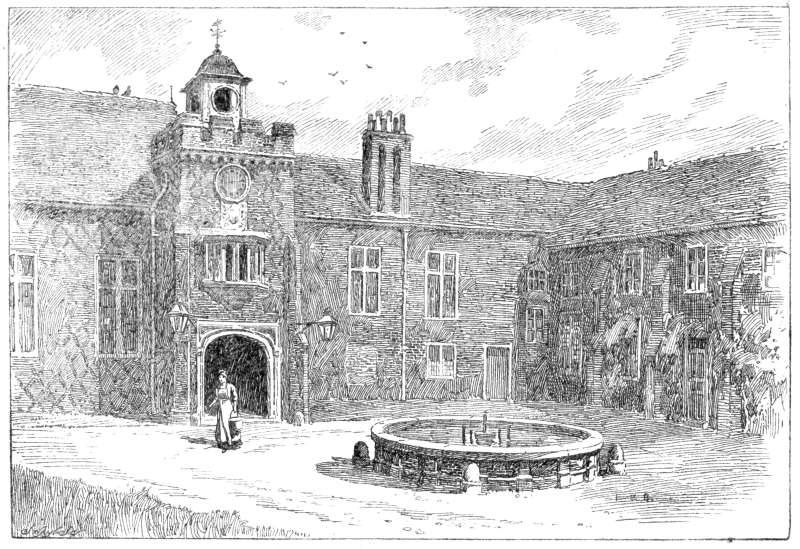
Fulham Palace, teckning publicerad 1903.

Fulham är en stadsdel (district) i kommunen London Borough of Hammersmith and Fulham, i London. 
Fulham var tidigare ett biskopssäte för Fulham and Gibraltar, och Fulham Palace var tidigare Biskopen av Londons officiella residens. Byggnaden är nu museum och parkområdena har kolonilotter och en botanisk trädgård. Annars består Fulham mest av bostäder. 
Chelsea FC:s hemmaarena Stamford Bridge ligger i Fulham, nära gränsen till stadsdelen Chelsea, samt även Fulham FC:s hemmaarena Craven Cottage. 
En känd svensk Fulham-bo var Sven-Bertil Taube.